# Adolf Lampe

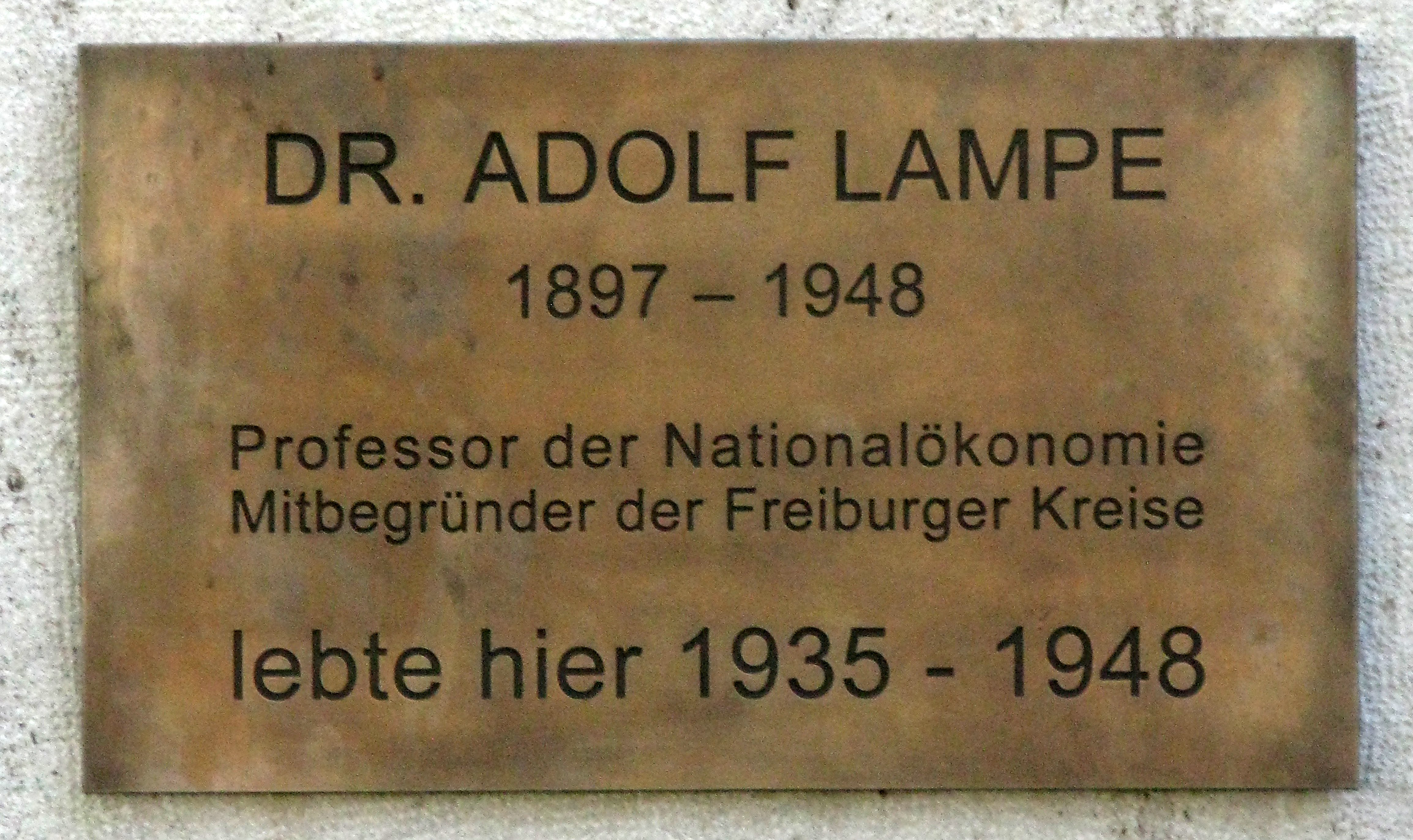
Gedenktafel in Freiburg, Goethestraße 66

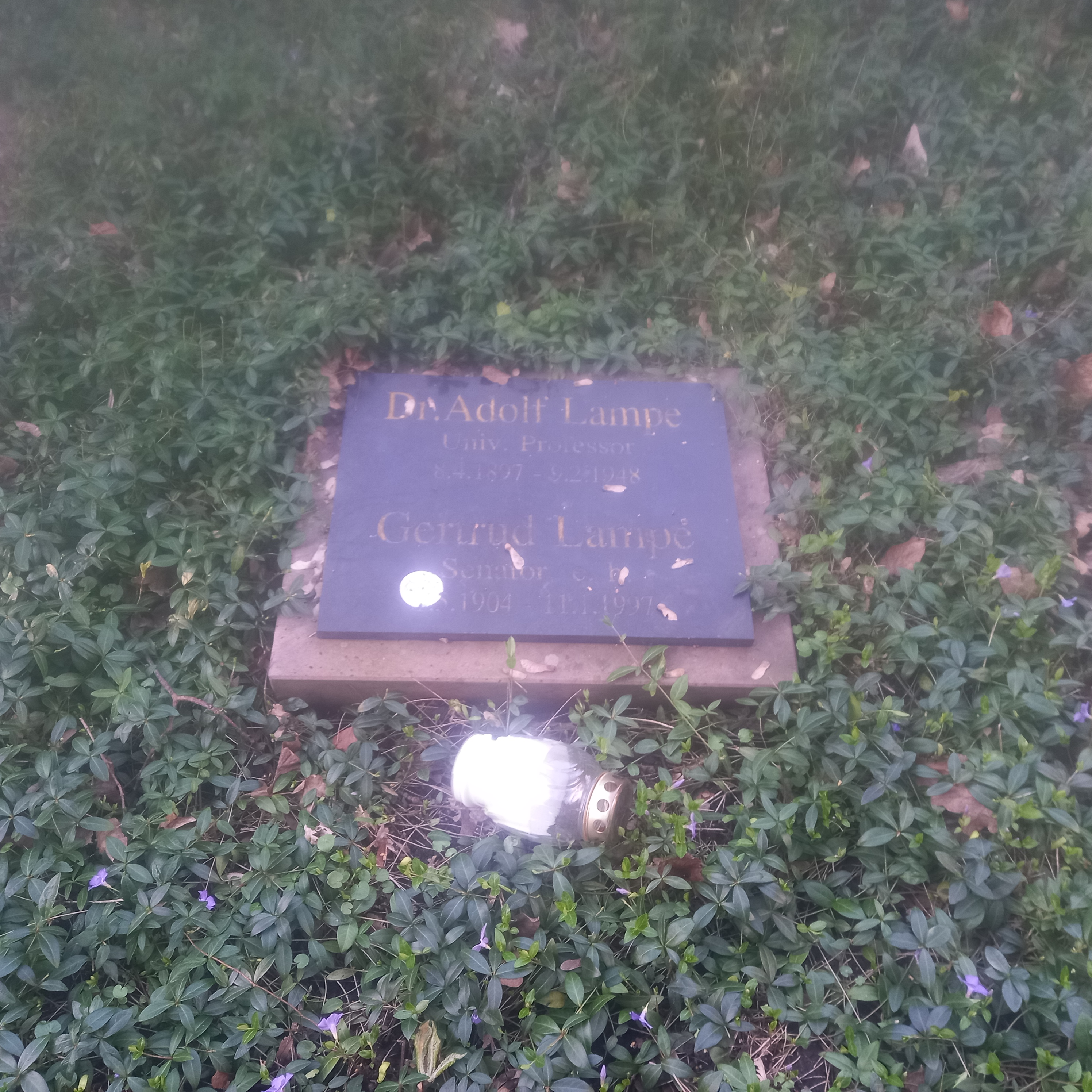
Das Grab von Adolf Lampe und seiner Ehefrau Gertrud geborene Schmitt auf dem Hauptfriedhof (Frankfurt am Main)

Adolf Lampe (* 8. April 1897 in Frankfurt am Main; † 9. Februar 1948 in Reinhausen, anhörenⓘ) war ein deutscher Ökonom des 20. Jahrhunderts. Durch sein maßgebliches Wirken im Rahmen der Freiburger Kreise hat er sich große Verdienste um den Widerstand gegen den Nationalsozialismus erworben.

## Leben
Adolf Lampe leistete Wehrdienst im Ersten Weltkrieg und studierte nach Kriegsende Nationalökonomie zunächst in Frankfurt am Main bei Adolf Weber. Zwischen März und September 1919 war er Offizier beim Freikorps „Feldmarschall Hindenburg“ in Kolberg. Im Jahre 1921 folgte er seinem akademischen Lehrer Adolf Weber nach München, wo er im nächsten Jahr zum Dr. oec. publ. promoviert wurde. Im Jahre 1925 habilitierte er sich in München und erhielt bereits 1926 einen Ruf auf ein Extraordinariat an der Albert-Ludwigs-Universität Freiburg, den er annahm.
In Freiburg wirkte er zusammen mit Constantin von Dietze und Walter Eucken, wobei er seine selbstständige Haltung gegenüber der Freiburger Schule wahrte. Nach dem 9. November 1938 war Lampe an den Freiburger Kreisen maßgeblich beteiligt. Er initiierte zunächst mit Constantin von Dietze das Freiburger Konzil, wirkte dann am Freiburger Bonhoeffer-Kreis mit und war schließlich als Schriftführer der Arbeitsgemeinschaft Erwin von Beckerath unermüdlich für die Ausarbeitung von Gutachten für die Wirtschaftsordnung der Nachkriegszeit tätig. Nach dem Attentat vom 20. Juli 1944 wurde er – wie Constantin von Dietze – im Rahmen der Aktion Gitter im September 1944 von der Gestapo verhaftet.
Nach Kriegsende war er in Freiburg als persönlicher Ordinarius tätig. Dem Ruf auf ein planmäßiges Ordinariat an der Universität Bonn, den er bereits angenommen hatte, konnte er durch seinen frühen Tod nicht mehr folgen.

## Ehrungen
Zum Andenken an Adolf Lampe wurde vom Volkswirt Hermann Frese der Adolf-Lampe-Preis gestiftet, der in zweijährlichem Turnus von der Wirtschafts- und Verhaltenswissenschaftlichen Fakultät der Albert-Ludwigs-Universität Freiburg verliehen wird. Der mit 2500 Euro dotierte Nachwuchsförderpreis wird für hervorragende Diplomarbeiten oder Dissertationen auf dem Gebiet der Wirtschaftswissenschaften verliehen. Die erste Preisverleihung erfolgte im Jahre 2001.
Seit August 2021 gibt es an Lampes Wohnhaus in der Goethestraße 66 in Freiburg-Wiehre eine Gedenktafel.

## Schriften
- Schumpeters System und die Ausgestaltung der Verteilungslehre, in: Finanzarchiv, 3. Folge 66 = 121, 1923
- Notstandsarbeiten oder Lohnabbau? Kritik der Wirtschaftstheorie an der Arbeitslosenpolitik. Gustav Fischer, Jena 1927
- Reine Theorie der Finanzreform, in: Finanzarchiv, Neue Folge 2, 1934
- Allgemeine Wehrwirtschaftslehre. Gustav Fischer, Jena 1938
- Umrisse einer Theorie der Wirtschaftspolitik. Aus dem Nachlaß von Adolf Lampe, in: Jahrbücher für Nationalökonomie und Statistik, Bd. 163, 1951, S. 82–145 und 189–213
- Umrisse einer Theorie des Handels. Aus dem Nachlaß herausgegeben von Rudolf Rohling. Duncker & Humblot, Berlin 1958